# Attention Please (manga)
Attention Please (アテンションプリーズ?, Atenshon Purīzu) è un manga shōjo di Chieko Hosokawa, pubblicato dalla Kōdansha all'inizio degli anni '70. È stato immediatamente adattato in un telefilm in 32 episodi tra il 1970-71 per la TBS; trentasei anni dopo la Fuji TV ha prodotto un dorama consistente in 11 puntate con l'aggiunta di due speciali conclusivi. Il nome del personaggio protagonista della storia, Yoko Misaki, è stato mantenuto in entrambe le versioni.

## Serie televisiva del 2006

### Trama
La vicenda tratta della formazione di assistenti di volo per la Japan Airlines. Il dorama segue la vita di Yoko; come lentamente riesce a conquistare il suo spazio, affrontando diverse difficoltà ed ostacoli per poter diventare una provetta assistente di volo

### Interpreti, personaggi
- Aya Ueto - Yoko Misaki (Assistente di volo Trainee)
- Ryō Nishikido - Shota Nakahara (ingegnere di volo)
- Maya Miki - Tamaki Mikami (三神たまきMikami Tamaki ?) (Flight Instructor Attendent Trainee)
- Saki Aibu - Yayoi Wakamura (若村弥生 Wakamura Yayoi ?) (Assistente di volo Trainee)
- Misa Uehara - Saori Hirota (弘田沙织 Hirota Saori ?) (Assistente di volo Trainee)
- Chihiro Otsuka - Yuki Sekiyama (关山有纪 Sekiyama Yuki ?) (Assistente di volo Trainee)
- Fumiyo Kohinata (小日向文世) - Shin'ya Sakurada (樱田信哉 Sakurada Shin'ya ?) (Pilot)
- Koutaro Koizumi - Shusuke Tsutsumi (堤修介 Tsutsumi Shusuke ?) (pilota inesperto)
- Yūko Fueki - Kaoru Asa ( 麻生カオル Asa Kaoru ? ) (Assistente di volo Senior)
- Minami Ootomo (大友みなみ) - Haruka Higashino (東野はるか Higashino Haruka ?) (Assistente di volo Trainee)
- Natsumi Nanase (七瀨なつみ) - Asami Kinoshita (木下朝美 Kinoshita Asami ?) (Flight Attendant Trainee Instructor)
- Mariko Takahashi - Reiko Kagawa (香川丽子 Kagawa Reiko ?) (ep.1-4)
- Mantaro Koichi (小市慢太郎) - Makoto Watanabe (渡辺诚 Watanabe Makoto ?) (ingegnere di volo)
- Kazuyuki Asano (浅野之和) - Shozo Wakamura (若村昭三 Wakamura Shozo ?) (proprietario Noodle Shop, il padre di Yayoi)
- Jun Inoue (井上顺) - Shin'ichirō Dazai (太宰晋一郎 Dazai Shin'ichirō ?) (Capo Dipartimento di Flight Attendant Trainee)
- Yuuko Mano (真野裕子) - Mizuho Murayama (村山瑞穗 Murayama Mizuho ?) (Assistente di volo Senior)
- Natsuko Hoshino (星野奈津子) - Rie Takemoto (竹本理惠 Takemoto Rie ?) (Assistente di volo Trainee)
- Michiko Kichise - ep 1

### Episodi
1. "The biggest reckless worst new face trainee!!"
2. "Yearning?! for a uniform"
3. "Emergency Rescue Training of Hell!!"
4. "The first flight for only two people"
5. "The way to a CA Hot Mama Style !!"
6. "I Hate You!!"
7. "The Last Class...a reason for tears..."
8. "Confession....the first date in the sky..."
9. "First Flight...love of two people..."
10. "Fly!! Step on the Wings of Love"
11. "To the sky!! At the time of departure..."

- Special 1: "Honolulu, Hawaii edition"
- Special 2: "Sydney, Australia edition"